# Mga Anghel na Walang Langit
Mga Anghel na Walang Langit é uma telenovela filipina produzida e exibida pela ABS-CBN, cuja transmissão ocorreu em 2005.

## Elenco
- Nikki Bagaporo - Lorenza "Enchang"
- Carl John Barrameda - Dodong
- Miles Ocampo - Pepay
- Sharlene San Pedro - Gigi
- John Manalo - Jeboy
- Johnny Delgado - Domingo "Domeng" Redondo
- Bella Flores - Gaudencia "Gude" Redondo-Hawkins
- Maricel Laxa - Loleng
- Sylvia Sanchez - Marian Lopez